# Beta Pictoris
Beta Pictoris (β Pic) – gwiazda w gwiazdozbiorze Malarza. Znajduje się w odległości ok. 63,4 lat świetlnych od Słońca. Gwiazdę otacza dysk pyłowy, krążą wokół niej dwie znane planety.

## Charakterystyka

Położenie w gwiazdozbiorze

Jest to biała gwiazda ciągu głównego, należąca do typu widmowego A6. Jej jasność jest około 9 razy większa niż jasność Słońca, a masa jest oceniana na około 1,7 masy Słońca. Jest to młoda gwiazda, licząca od 8 do 20 mln lat, otoczona masywnym dyskiem pyłowym, który posiada złożoną strukturę.

## Układ planetarny

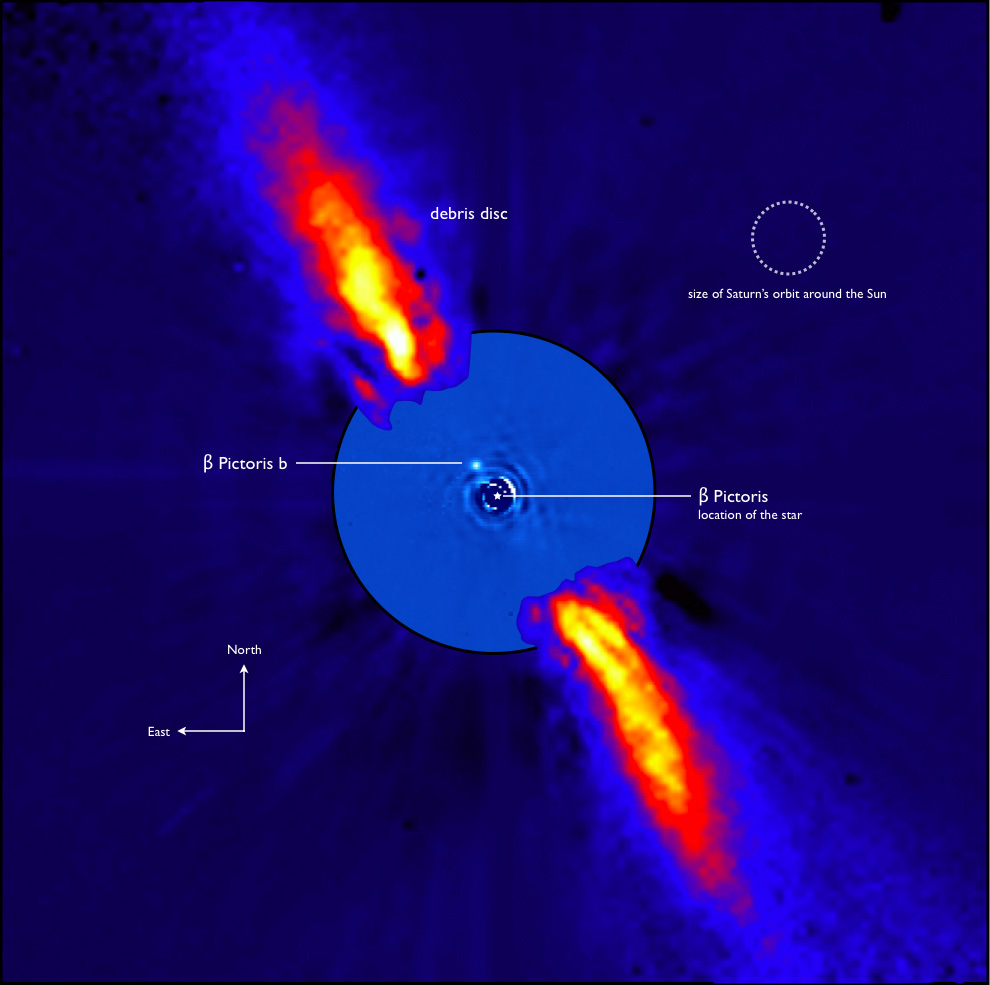
Zdjęcie położenia planety Beta Pictoris b z października 2003

Obserwacje sondy IRAS z 1983 roku wykazywały znaczną nadwyżkę promieniowania podczerwonego pochodzącego z Beta Pictoris, w stosunku do podobnych gwiazd. To sugerowało, że w otoczeniu gwiazdy znajdują się znaczne ilości pyłu. Obserwacje optyczne przeprowadzone rok później wykazały, że gwiazda otoczona jest dyskiem pyłowym. Późniejsze badania pokazały, że masywny dysk pyłu rozciąga się na ponad tysiąc jednostek astronomicznych od gwiazdy. Zewnętrzne obszary pierścienia są pofałdowane, sugeruje to obecność co najmniej dwóch dużych planet krążących wokół gwiazdy, które mogą się powiększać. Beta Malarza to niemal na pewno inny układ słoneczny w trakcie powstawania.
Dysk wokół gwiazdy jest położony w linii obserwacji, co utrudnia wykrycie w nim przerw, wskazujących na obecność planet. Takie ustawienie pozwoliło jednak dostrzec w 2006 roku istnienie drugiego, mniejszego dysku, nachylonego o ok. 5° do dysku głównego. Ta struktura prawdopodobnie jest wynikiem oddziaływania masywnej planety, krążącej po nachylonej orbicie.
W listopadzie 2008 roku zaobserwowano obiekt, który mógł być uznany za planetę krążącą wokół Beta Pictoris, choć obserwacje nie dowodziły, że obiekt ten jest grawitacyjnie związany z β Pic. Na zdjęciach wykonanych wiosną 2009 roku okazało się, że obiekt znikł. Został odnaleziony na fotografiach wykonanych jesienią 2009 roku po drugiej stronie gwiazdy, co potwierdziło, że jest to planeta.
Planeta Beta Pictoris b okrąża gwiazdę w odległości około 9,04+0,82−0,41 au, z okresem orbitalnym ok. 20,5+2,9−1,4 lat i ma masę 8+5−2 mas Jowisza.
W 2019 roku odkryto drugą planetę o podobnej masie, krążącą wokół gwiazdy po ciaśniejszej orbicie.